# 106 pr. n. št.
106 pr. n. št. je bilo leto predjulijanskega rimskega koledarja.
Oznaka 106 pr. Kr. oz. 106 AC (Ante Christum, »pred Kristusom«), zdaj posodobljeno v 106 pr. n. št., se uporablja od srednjega veka, ko se je uveljavilo številčenje po sistemu Anno Domini.

## Rojstva
- 3. januar - Mark Tulij Cicero, rimski državnik, govornik († 43 pr. n. št.)
- Pompej, rimski vojskovodja in politik